# Blepharocarya
Blepharocarya 's un gènere d'arbres del nord d'Austràlia, dins la família de les anacardiàcies.
Les espècies inclouen:
- Blepharocarya depauperata Specht
- Blepharocarya involucrigera F.Muell.